# Josef Keibl
Josef Keibl (8. července 1874 Broumov – 20. listopadu 1952 Schorndorf) byl československý politik německé národnosti a meziválečný poslanec Národního shromáždění za Německou nacionální stranu.

## Biografie
Byl synem hostinského. Vystudoval benediktinské gymnázium v Broumově a pak německou univerzitu v Praze. Získal titul doktora práv. Od roku 1908 působil v soudnictví. V letech 1904–1905 byl soudním adjunktem v Kraslicích, v letech 1905–1908 v Děčíně, pak v letech 1908–1910 byl soudcem v Děčíně, v letech 1910–1911 okresním soudcem v Mostu a pak v období let 1911–1927 dále postupoval v justičních funkcí (okresní soudce, předseda soudu a rada zemského soudu). Podle údajů k roku 1929 byl povoláním soudním radou v Děčíně.
Od studentských dob byl politicky aktivní. Za první republiky byl členem vedení Německé nacionální strany. V parlamentních volbách v roce 1920 získal za Německou nacionální stranu poslanecké křeslo v Národním shromáždění za Německou nacionální stranu. Mandát obhájil v parlamentních volbách v roce 1925 i parlamentních volbách v roce 1929. V souvislosti se zrušením Německé nacionální strany v říjnu 1933 vystoupil z jejího poslaneckého klubu a byl pak nezařazeným poslancem.
Zemřel v listopadu 1952 v Západním Německu.